# 1913 في الأرجنتين
فيما يلي قوائم الأحداث التي وقعت خلال عام 1913 في الأرجنتين.

## رياضة
- 1 يناير – دوري الدرجة الأولى الأرجنتيني 1913 الفائز نادي راسينغ.

## مواليد

### يناير
- 1 يناير – هيكتور منديز ممثل أرجنتيني.
- 9 يناير – حزقيال كارلوس أندرسون

### فبراير
- 16 فبراير – هوراسيو غوزمان سياسي أرجنتيني.

### أبريل
- 3 أبريل – خوسيه ميغيل نوغويرا مدرب، ولاعب كرة قدم أرجنتيني.

### مايو
- 12 مايو – بيبيتا سيررادو ممثلة أرجنتينية.

### يوليو
- 20 يوليو – إيرما كوردوبا ممثلة أرجنتينية.

### أغسطس
- 17 أغسطس – أوسكار ألفريدو جالفيز

### نوفمبر
- 14 نوفمبر – ماريو روبرتو ألفاريز مهندس معماري أمريكي.

### ديسمبر
- 31 ديسمبر – أمادو أزار ملاكم أرجنتيني.

## وفيات

### سبتمبر
- 23 سبتمبر – دوناتو ألفاريز (مواليد 1825) عسكري أرجنتيني.